# Une famille presque parfaite
Une famille presque parfaite (Still Standing) est une série télévisée américaine en 88 épisodes de 22 minutes, créée par Diane Burroughs et Joey Gutierrez et diffusée entre le 30 septembre 2002 et le 8 mars 2006 sur le réseau CBS.
En France, la série a été diffusée à partir du 26 septembre 2005 sur M6. Au Québec, la série est diffusée depuis le 25 mai 2009 sur VRAK.TV.

## Synopsis
Judy et Bill se sont connus au secondaire (lycée en France) dans les années 1970, à une époque où la liberté et l'ouverture d'esprit prévalaient. Devenus parents, ils ont choisi une éducation anti-conformiste pour leurs enfants, désirant être autant une mère ou un père qu'un copain. Mais l'adolescence est un âge difficile et leur fille, Lauren, le leur fait sentir. Et il est toujours aussi dur de décoller leur fils Brian de son écran d'ordinateur. Heureusement, Tina, la petite dernière, ne montre pas encore de signes de rébellion...

## Distribution

### Personnages principaux
- Mark Addy (VF : Jacques Bouanich) : Billy  Miller
- Jami Gertz (VF : Zaïra Benbadis) : Judy Miller
- Taylor Ball (VF : Donald Reignoux) : Brian Miller
- Renee Olstead (VF : Caroline Pascal) : Lauren Miller
- Soleil Borda (VF : Marion Séclin) : Tina Kathleen Miller
- Jennifer Irwin (VF : Marie-Martine) : Linda Michaels
- Joel Murray : Daniel « Fitz » Fitzsimmons

### Parents de Bill et Judy
- Steven Gilborn : Gene Michaels
- Janet Carroll : Helen Michaels (saisons 1 et 2)
- Swoosie Kurtz : Helen Michaels (saisons 3 et 4)
- Paul Sorvino (VF : Patrice Melennec) : Al Miller
- Sally Struthers : Louise Miller

### Entourage
- James Patrick Stuart (VF : Frédéric Norbert) : Perry
- Kerri Kenney-Silver : Marion Fitzsimmons
- Clyde Kusatsu : Johnny
- Ashley Tisdale (VF : Patricia Legrand) : Bonnie
- Lauren Schaffel (VF : Marianne Viguès) : Becca
- Kevin Nealon (VF : Bernard Demory) : Ted Halverson
- Shawn Pyfrom : Matt Halverson
- Julia Campbell : Shelly
- Justine Bateman : Terry
- Sean Marquette : Chris
- Todd Stashwick : Kyle Polsky
- David Koechner : Carl

### Artistes invités
- Allisyn Ashley Arm : Ella
- Jason Earles : Goran l'invincible
- Patricia Belcher : Miss Bodin
- Vanessa Hudgens : Tiffany

## Épisodes

### Première saison (2002-2003)
1. Le Jeu de la vérité (Pilot)
2. Jamais sans mon livre (Still Reading)
3. L'école des parents (Still in School)
4. Papa, mêle-toi de tes affaires (Still Rocking)
5. Maternelle blues (Still Volunteering)
6. Fou de foot (Still Cheering)
7. Menteur, menteur (Still Cheating)
8. Strike (Still Family)
9. Au secours, mes beaux-parents (Still Thankful)
10. À bas l’opéra, vive le hockey (Still Scalping)
11. Bien mal acquis… (Still Spending)
12. Premier bal (Still Bullying)
13. Les Gentils et les méchants (Still Good Cop)
14. Éternelle jeunesse (Still Scoring)
15. Place à l’amour (Still Romancing)
16. Coiffeur pour dames (Still Hairdressing)
17. La Classe d’honneur (Still Excelling)
18. T’emballe pas ! (Still Sisters)
19. Le Bon Vieux Temps (Still Changing)
20. Famille d’accueil (Still Petting)
21. Maman un jour, maman toujours (Still Mom)
22. Une longueur d’avance (Still Partying)

### Deuxième saison (2003-2004)
1. Le Contrat (Still Negotiating)
2. Leçons de conduite (Still Driving)
3. Il n’y a que la vérité qui fâche (Still the Bad Parents)
4. Petits boulots (Still Our Kids)
5. Souvenirs, souvenirs (Still Got It)
6. Mauvaises fréquentations (Still Shoplifting)
7. Confidences (Still Our Little Boy)
8. Les Chaperons (Still Interfering)
9. La Nouvelle Mode (Still Dreaming)
10. Pieux mensonges (Still Believing)
11. Noël en famille (Still Christmas)
12. Pris en charge (Still Responsible)
13. La Mascotte (Still Narcing)
14. Opération survie (Still Bill’s Dad)
15. Flirts (Still Flirting)
16. Qui es-tu Johnny ? (Still Groping)
17. Les Leprechauns (Still Parading)
18. La Pause (Still Stressing)
19. L’Homme de la maison (Still the Man)
20. Rivalités (Still Hangin’ Out)
21. La Fièvre du samedi soir (Still in Cahoots)
22. La Bague du Superbowl (Still Champions)
23. Indépendance (Still Seceding)

### Troisième saison (2004-2005)
1. Grosse déprime (Still Scamming)
2. Chères voisines (Still Neighbors)
3. Transfert d’affection (Still Looking for Love)
4. Le Vainqueur (Still Winning)
5. Mise à prix (Still Auctioning)
6. Un homme en cuisine (Still Cooking)
7. L’un sans l’autre (Still Going First)
8. Bon voyage (Still Cruising)
9. Peur bleue (Still Shallow)
10. À menteur, menteur et demi (Still Lying)
11. Le Garçon d’à côté (Still Fast)
12. La Grosse Tâche (Still Bonding)
13. Nouveau look (Still Advising)
14. Boire et déboire (Still Drinking)
15. Vive le célibat (Still Single)
16. Dépression nuptiale (Still Not the One)
17. À votre bon cœur (Still Helping Out)
18. Traitement de faveur (Still Admiring)
19. C’est qui le patron ? (Still the Boss)
20. Cadeau empoisonné (Still Holding)
21. Sans intention de nuire (Still Mother’s Day)
22. Le Grand Jour (Still Getting Married)
23. Voyage en Italie (Still Exchanging)

### Quatrième saison (2005-2006)
1. Un homme nouveau (Still Losin’ It)
2. Le Génie de la plomberie (Still Using)
3. Mon meilleur ami (Still Selling Out)
4. Chantage (Still Beauty & the Geek)
5. Les Preux Chevaliers (Still Irresponsible)
6. L'amour rend aveugle (Still Aging)
7. Bill & Bill (Still Bill Vol. 1)
8. Humour à gogo (Still the Fun One)
9. Surprise, c'est Noël ! (Still Avoiding Christmas)
10. L'Esprit d'équipe (Still a Team)
11. Qui dit mieux ? (Still Sweet)
12. Le Goût et les couleurs (Still Decorating)
13. Droit dans les murs (Still Flunking)
14. L'Espion qui m'aimait (Still Out of the Loop)
15. Le Chemin de la liberté (Still Eighteen)
16. Une voiture pour deux (Still Saying I Love You)
17. À bon entraîneur... salut ! (Still Coaching)
18. Dur à cuire (Still Bad)
19. Le Pactole (Still Deceitful)
20. Bon débarras (Still Graduating)